# Tobías Lasser
Pour les articles homonymes, voir Lasser.
Tobías Lasser, né le 24 mai 1911 à Agua Larga (État de Falcón) et mort le 25 mai 2006 à Caracas, est un médecin et botaniste vénézuélien. Il a joué un rôle essentiel dans la fondation du Jardin botanique de Caracas, de l'École de biologie et de la Faculté des sciences de l'université centrale du Venezuela.